# ベモ (鉄道模型)

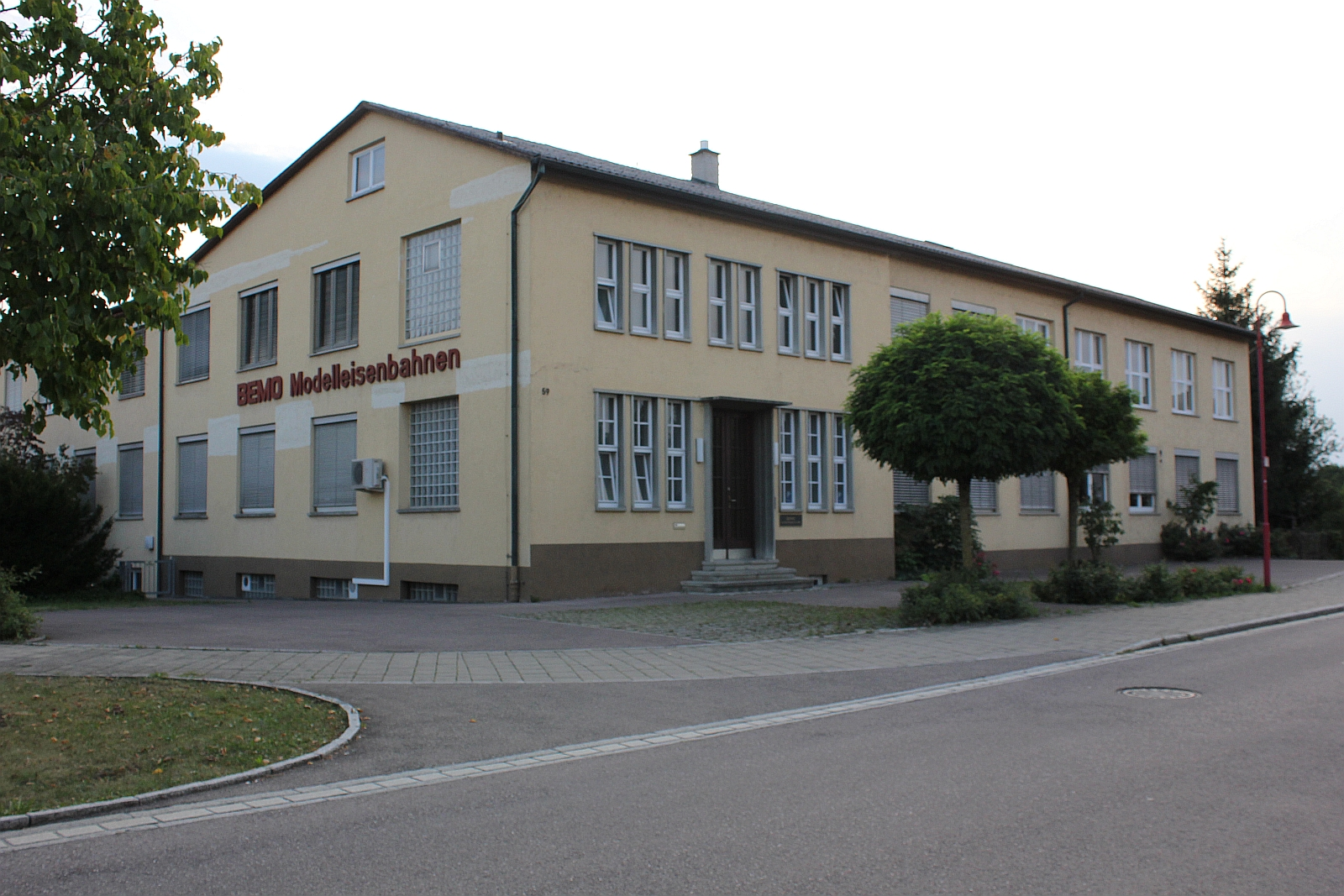
工場

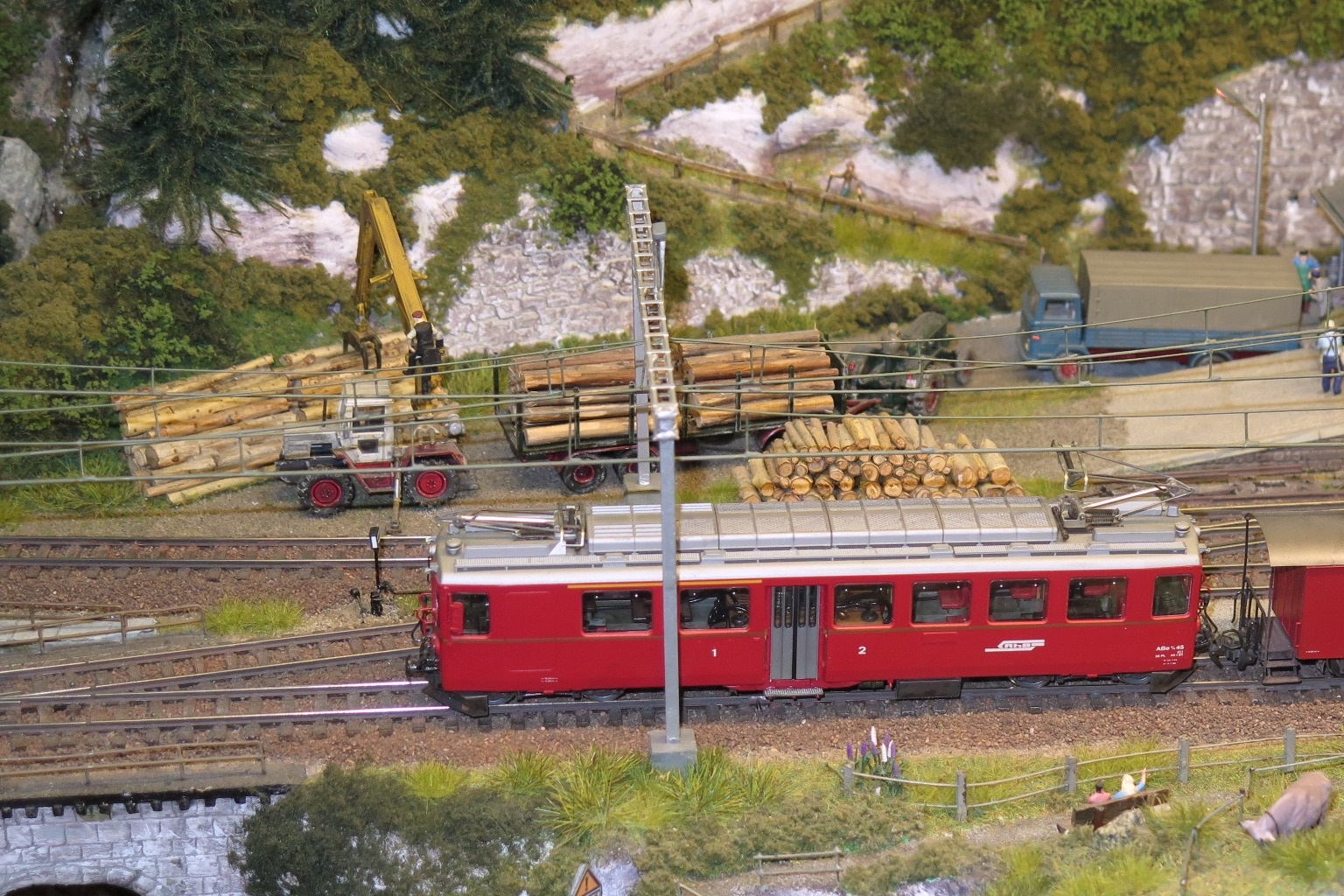
電車

ベモ (BEMO、BEMO Modelleisenbahnen GmbH & Co. KG) は、ドイツ南部バーデン＝ヴュルテンベルク州シュトゥットガルト近郊のウーヒンゲンに拠点をもつ鉄道模型メーカー。

## 概要
主にスイスのレーティッシュ鉄道などの狭軌（ナローゲージ）の鉄道車両をHOスケールにて生産する。BEMOの社名は、アルファベットの中から発音しても表記しても感じの良い並びを選んで名づけられている。製品は自社で設計しているが、金型などは外注であり、本社工場では組み立てと塗装・印刷のみが行われる。

## 歴史
1976年、レーヴァの従業員であったハラルト・ゲーベル（Harald Göbel ）が創業した。最初の製品は750mm軌間のディーゼル機関車V51形で、プラスチック製であった。まもなく真鍮とホワイトメタルで構成された南西ドイツ鉄道の24号蒸気機関車を製品化した。当初、これら製品はドイツ国内で注目を集めたが売れ行きは悪く経営は順調とは言えなかった。旧レーヴァで製造され、アメリカのMPCから発売されていたNスケールのUSRA 2-8-8-2形蒸気機関車を、倒産したレーヴァに代わって数年間発売した。
1981年、M+FのHOスケールのナローゲージ製品を引き継いだ。同じくナローゲージであるスイスのレーティッシュ鉄道の車両をHOスケールにて製品化したことで、ドイツだけでなくスイスでも売り上げは好調となった。1989年に創業者のゲーベルが死去し一時経営悪化するが、フランツ・ゲオルク・フォルシュテンアイヒナー（Franz Georg Forsteneichner）が加わった1994年以降、一つの金型からバリエーション展開した製品を送り出すことで、会社は再度好転した。
1990年代以降、カタログを補完する小冊子のベモポスト（BEMO-POST  ）を年2回発行する。同時期に、東ドイツ・ツァイケ（Zeuke  ）のHOスケール・軌間9mmの列車セットをベモが発売した。

## 製品
直流二線式を採用する。

### 車両
1000mm軌間（メーターゲージ）の鉄道車両は軌間12mm（H0m）、750mm軌間の鉄道車両は軌間9mm（H0e）を採用する。これまで主にレーティッシュ鉄道（RhB ）や、旧フルカ・オーバーアルプ鉄道（FO ）、マッターホルン・ゴッタルド鉄道（MGB ）など、スイスのメーターゲージの電気機関車、電車、客車などを製品化した。
スイス以外では、ドイツ・バーデン＝ヴュルテンベルク州やザクセン州の狭軌鉄道の車両や、ドイツ鉄道の標準軌路線の気動車なども製品化した。
車両は射出成形によるプラスチック製で、機関車などの動力車にはダイカスト成形による亜鉛合金製のパーツを使用している。キット製品には「メタルコレクション」と称するホワイトメタル製の蒸気機関車や、ブラスモデルもある。

### 線路
道床なし・組み立て式線路と、道床なし・フレキシブル線路を展開する。